# 初声漁港
初声漁港（はっせぎょこう）は、神奈川県三浦市にある第1種漁港である。三浦市が管理を行っている。

## 概要
- 管理者 - 神奈川県三浦市
- 漁業協同組合 - 初声
- 組合員数 - 266名（2001年（平成13年）12月）
- 漁港番号 - 2110077

## 沿革
- 1988年3月31日 - 第1種漁港に指定

## 主な魚種
- ヒジキ
- サザエ
- ワカメ
- エビ類

## 主な漁業
- 採藻業
- 刺し網漁業
- 採貝業

## 交通
- 京急久里浜線三崎口駅より徒歩30分